# Luxulyan (stacja kolejowa)
 Luxulyan – stacja kolejowa we wsi  Luxulyan, w hrabstwie Kornwalia. Stacja leży na linii kolejowej Atlantic Line.

## Ruch pasażerski
Stacja obsługuje ok. 1 696 pasażerów rocznie (dane za rok 2021/2022) (dane ze sprzedaży biletów). Posiada połączenie z Par, Newquay linią Cornish Main Line. Serwis obsługiwany jest wahadłowo, siedem razy dziennie.